# 旧金山河

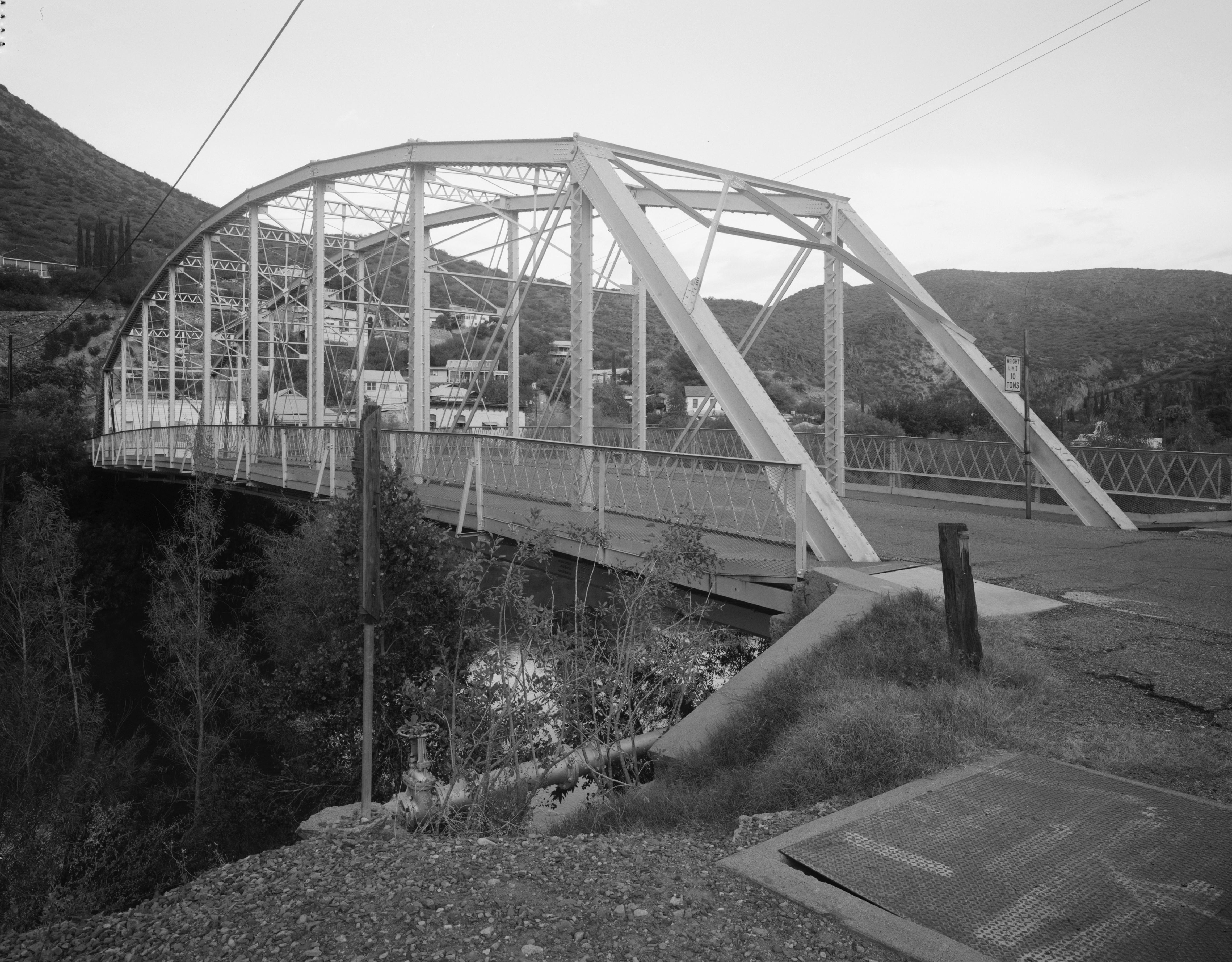
跨过旧金山河的公园大道桥，位于亞利桑那州克利夫頓

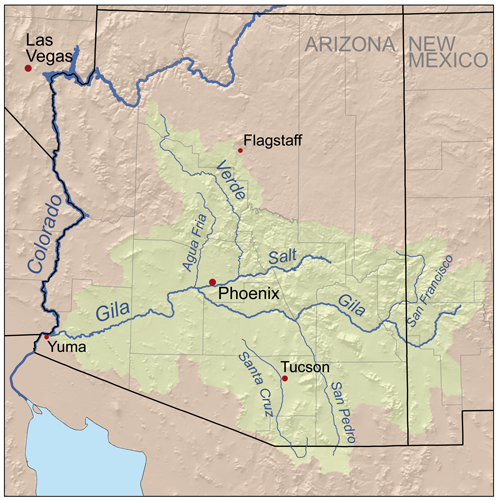
希拉河流域图，右侧为旧金山河

旧金山河（英語：San Francisco River）是一条长约256千米的河流，位于美国西南部，是希拉河上游最大的支流。此河发源于亞利桑那州向东流向新墨西哥州，再向西南流回亞利桑那州，并在克利夫頓注入希拉河。